# ريك جونسون (كاتب)
ريك جونسون (بالإنجليزية: Rick Johnson)‏ هو كاتب أمريكي، ولد في 26 أبريل 1956.